# Quinn Lord
Quinn Edmond Julian Lord (* 19. Februar 1999) ist ein kanadischer Schauspieler. Bekannt wurde er durch seine Rolle als Sam in Trick ’r Treat. Lord spielte in mehreren bekannten Fernsehserien kleinere Gastrollen. Seine Karriere begann im Jahr 2004. Im Jahr 2012 waren die beiden Kurzfilme Afternoon Tea und Last Christmas, in denen Quinn Lord mitspielt, für mehrere Leo Awards nominiert. Der Kanadier spielte auch in dem Drama Daydream Nation mit, das bei den Leo Awards im gleichen Jahr mehrfach nominiert war.

## Filmografie

### Filme
- 2006: Blendende Weihnachten (Deck the Halls)
- 2006: White Noise: Fürchte das Licht (White Noise 2: The Light)
- 2007: Eine neue Chance (Things We Lost in the Fire)
- 2007: Trick ’r Treat
- 2008: Edison und Leo (Sprechrolle)
- 2009: Das Kabinett des Doktor Parnassus (The Imaginarium of Doctor Parnassus)
- 2009: Space Buddies – Mission im Weltraum (Space Buddies)
- 2009: Virtuality – Killer im System (Virtuality)
- 2009: The Hole – Wovor hast Du Angst? (The Hole)
- 2009: Santa Buddies – Auf der Suche nach Santa Pfote (Santa Buddies)
- 2010: Daydream Nation
- 2010: Mrs. Miracle 2 – Ein zauberhaftes Weihnachtsfest (Call Me Mrs. Miracle)
- 2012: In Their Skin – Sie wollen dein Leben (In Their Skin)
- 2012: Possession – Das Dunkle in dir (The Possession)
- 2013: Imaginaerum by Nightwish
- 2014: Reine Männersache (Date and Switch)
- 2020: Weihnachten in Glenbrooke (A Glenbrooke Christmas)

### Fernsehserien
- 2006: The L Word – Wenn Frauen Frauen lieben (The L Word)
- 2006: Blade – Die Jagd geht weiter (Blade: The Series)
- 2006: Stargate – Kommando SG-1 (Stargate SG-1)
- 2006: Supernatural
- 2007: Masters of Horror
- 2007: Smallville
- 2010: Fringe – Grenzfälle des FBI (Fringe)
- 2011: Eureka – Die geheime Stadt (Eureka)
- 2011: Shattered
- 2012: Once Upon a Time – Es war einmal … (Once Upon a Time)
- 2015: The 100
- 2015–2019: The Man in the High Castle
- 2021: Immer für dich da (Firefly Lane)

## Auszeichnungen und Nominierungen
Für die Rolle des Philipe Larmont in Smallville wurde Lord im Jahre 2008 für den Young Artist Award in der Kategorie Bester Gastdarsteller in einer Fernsehserie nominiert. Der Preis ging am Ende an Chandler Canterbury. Im Jahr 2011 wurde er ein zweites Mal für den Young Artist Award in derselben Kategorie für die Rolle des jungen Peter in Fringe – Grenzfälle des FBI nominiert. Im Jahr 2012 wurde Lord für einen Leo Award für die Rolle des Josh in dem Kurzfilm Last Christmas nominiert. Bei den Young Artist Awards 2013 erhielt er zwei weitere Nominierungen, eine für den Film Imaginaerum und die andere für seine Gastrolle in Once Upon a Time.
Für seine wiederkehrende Nebenrolle in The Man in the High Castle bekam Lord 2016 eine weitere Nominierung für den Young Artist Award. Lord wurde für diese Nebenrolle mit dem Young Entertainer Award ausgezeichnet.